# Тего

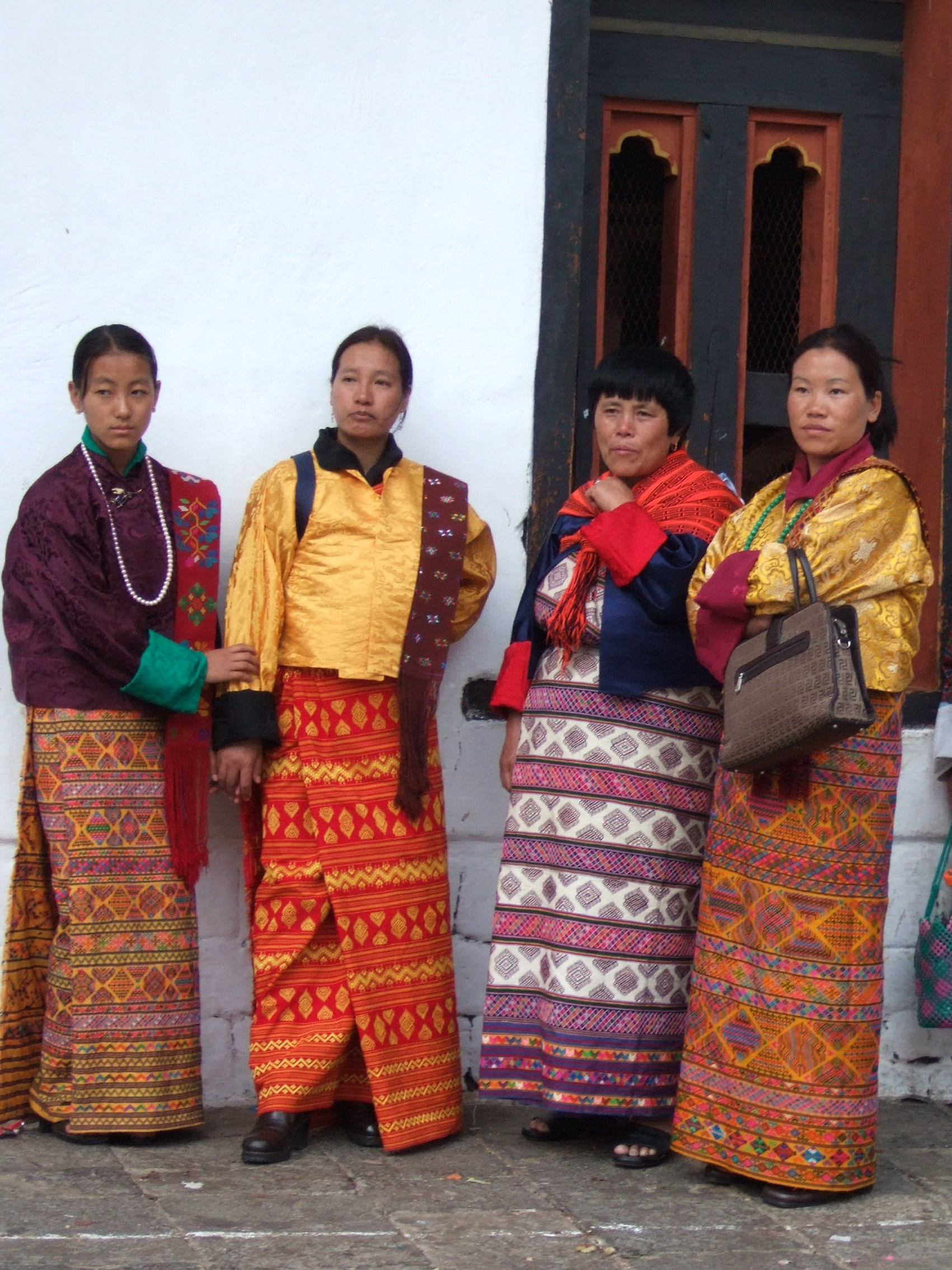
Бутанские женщины в кира и тего

Тего́ (дзонг-кэ སྟོད་གོ་, вайли stod-go, англ. toego, tögo) — подобная куртке бутанская женская одежда с длинными рукавами, носимая поверх кира. Тего является частью бутанского национального одеяния, наравне с кира и блузкой вонджу.
Также в Бутане имеется рубаха с похожим названием — таго, которая надевается и мужчинами, и женщинами под гхо и кира.